# Geografia Ucrainei
Ucraina este al doilea cel mai mare stat din Europa, după Federația Rusă, cu o suprafață de 603.700 km2. Ucraina are diverse caracteristici geografice, de la câmpiile sale extinse la vârfurile de peste 2,000 m. Se prezintă și prin o hidrografie variată. O majoritate din țară se află pe Câmpia Europei de Est.

Hartă topografică a Ucrainei

Se află între coordonatele 44°20 și 52°20 latitudine nordică și 22°5 și 41°15 longitudine estică.
Peisajul Ucrainei este alcătuit în mare parte din stepe fertile și podișuri, traversate de râuri precum Niprul, Donețul, Nistrul și Bugul de Sud, pe măsură ce se varsă spre sud în Marea Neagră și în Marea Azov, care este mai mică. Singurii munți ai țării sunt Munții Carpați, în vest, dintre care cel mai înalt este Hovârla, cu 2.061 de metri și Munții Crimeii, în extrema sudică, de-a lungul coastei.
Printre resursele naturale semnificative ale Ucrainei se numără litiul, gazele naturale, caolinul, cheresteaua, și o abundență de teren arabil. În ciuda acestui fapt, țara se confruntă cu o serie de probleme majore de mediu, cum ar fi aprovizionarea inadecvată cu apă potabilă, poluarea aerului și a apei, defrișările și contaminarea radioactivă în nord-est, în urma accidentului din 1986 de la Centrala Nucleară din Cernobîl.

## Poziție geografică
Ucraina este situată în Europa de Est, pe țărmurile nordice ale Mării Negre și ale Mării Azov. Țara se învecinează cu Belarus la nord, cu Polonia, Slovacia și Ungaria la vest, cu Moldova și România la sud-vest, prin Delta Dunării și Basarabia.
Suprafața geografică totală a Ucrainei este de 603.700 kilometri pătrați. Ucraina are o Zonă economică exclusivă de 147.318 km2 în Marea Neagră.
Frontiera terestră a Ucrainei are un total de 6.993 de kilometri. Lungimile frontierelor cu fiecare țară sunt: Belarus 891 de kilometri, Ungaria 103 kilometri, Moldova 939 de kilometri, Polonia 428 de kilometri, România 169 de kilometri la sud și 362 de kilometri la vest, Rusia 1.974 de kilometri și Slovacia 90 de kilometri. Ucraina se învecinează, de asemenea, cu 3.783 de kilometri de coastă. Granița cu Rusia, o parte din care trece prin Marea Azov, este cea mai lungă frontieră a țării.

## Relief

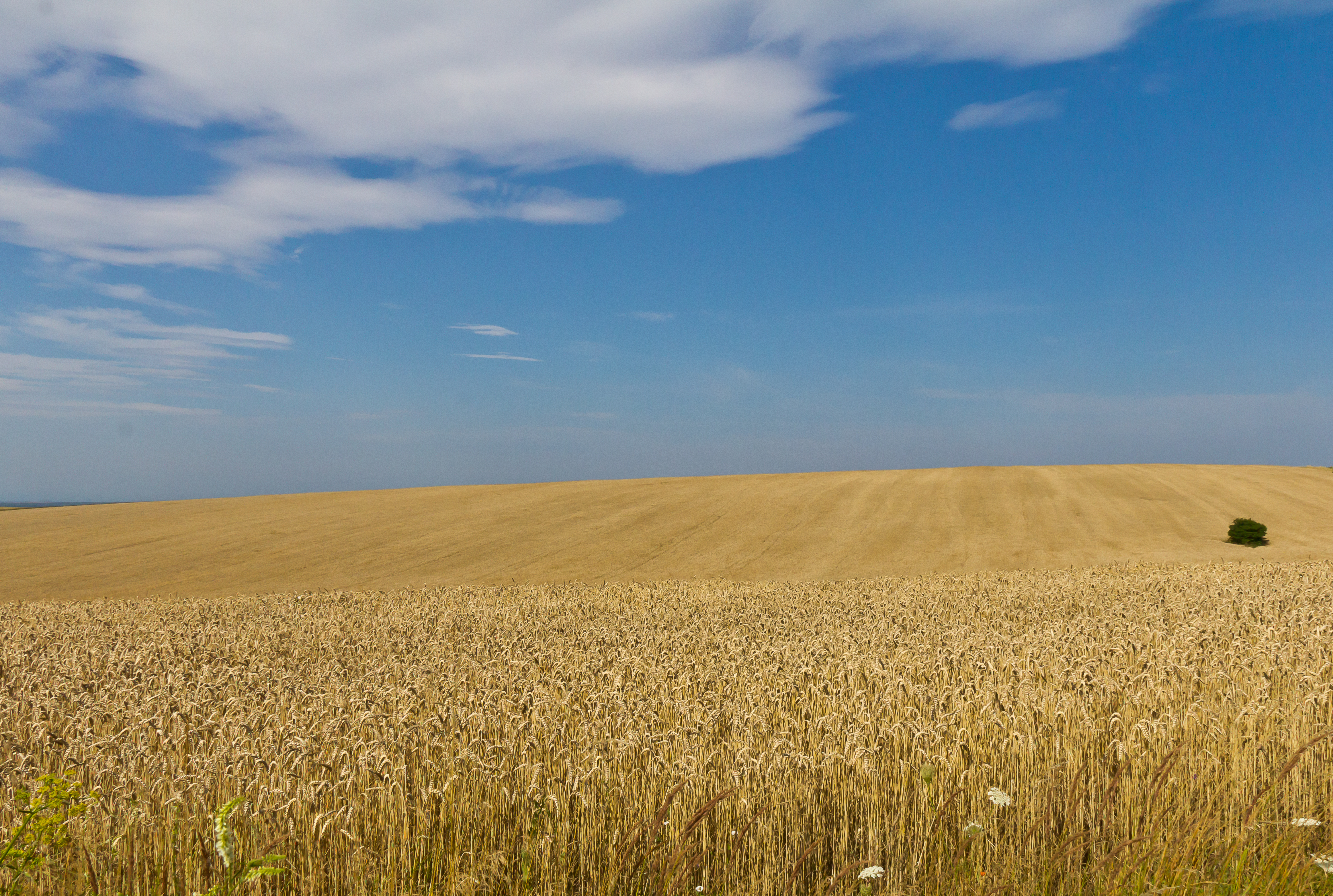
Câmp de grâu din Ucraina, simbolizând steagul galben-albastru

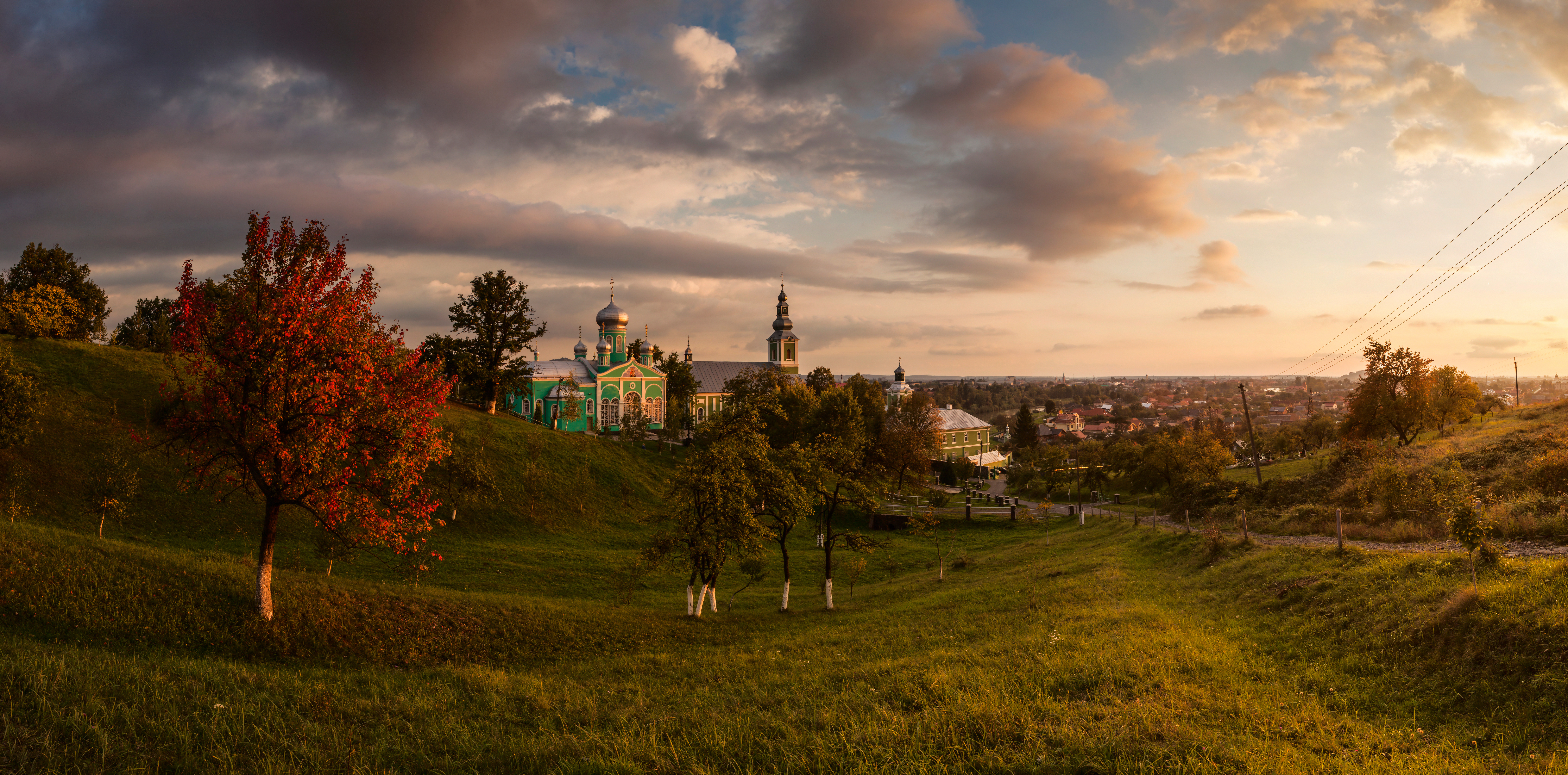
Biserică ortodoxă într-un oraș mic, situat pe un deal.

Cea mai mare parte a teritoriului său se află în Marea Câmpie Europeană, în timp ce părți din regiunile vestice și sudice se află în sistemul alpin. În general, Ucraina este formată din două biomuri diferite: pădure mixtă spre mijlocul continentului și stepă spre litoralul Mării Negre. Provinciile majore includ Câmpia Polesiană, Câmpia Niprului, Podișul Volânia-Podolie, Câmpia Mării Negre-Azov, Podișul Doneț-Azov, Munții Rusiei Centrale, Carpații și Bazinul Panonic.
Regiunile vestice prezintă o secțiune de tip alpin a Munților Carpați, Carpații Orientali, care se întind pe Polonia, Ucraina și România. Munții sunt limitați la vest, vârful sudic al Ucrainei fiind situat pe Marea Azov. Regiunea vestică are Munții Carpați, iar unii munți erodați din creasta Donețului se află la est, lângă Marea Azov.
Cea mai mare parte a suprafeței Ucrainei este ocupată de regiunea de stepă situată la nord de Marea Neagră. Cea mai mare parte a Ucrainei este formată din câmpii (sau stepe) fertile și podișuri. În ceea ce privește utilizarea terenurilor, 58% din Ucraina este considerată teren arabil; 2% este utilizat pentru culturi permanente, 13% pentru pășuni permanente, 18% este reprezentat de păduri și zone împădurite, iar 9% este altul.

## Hidrografie

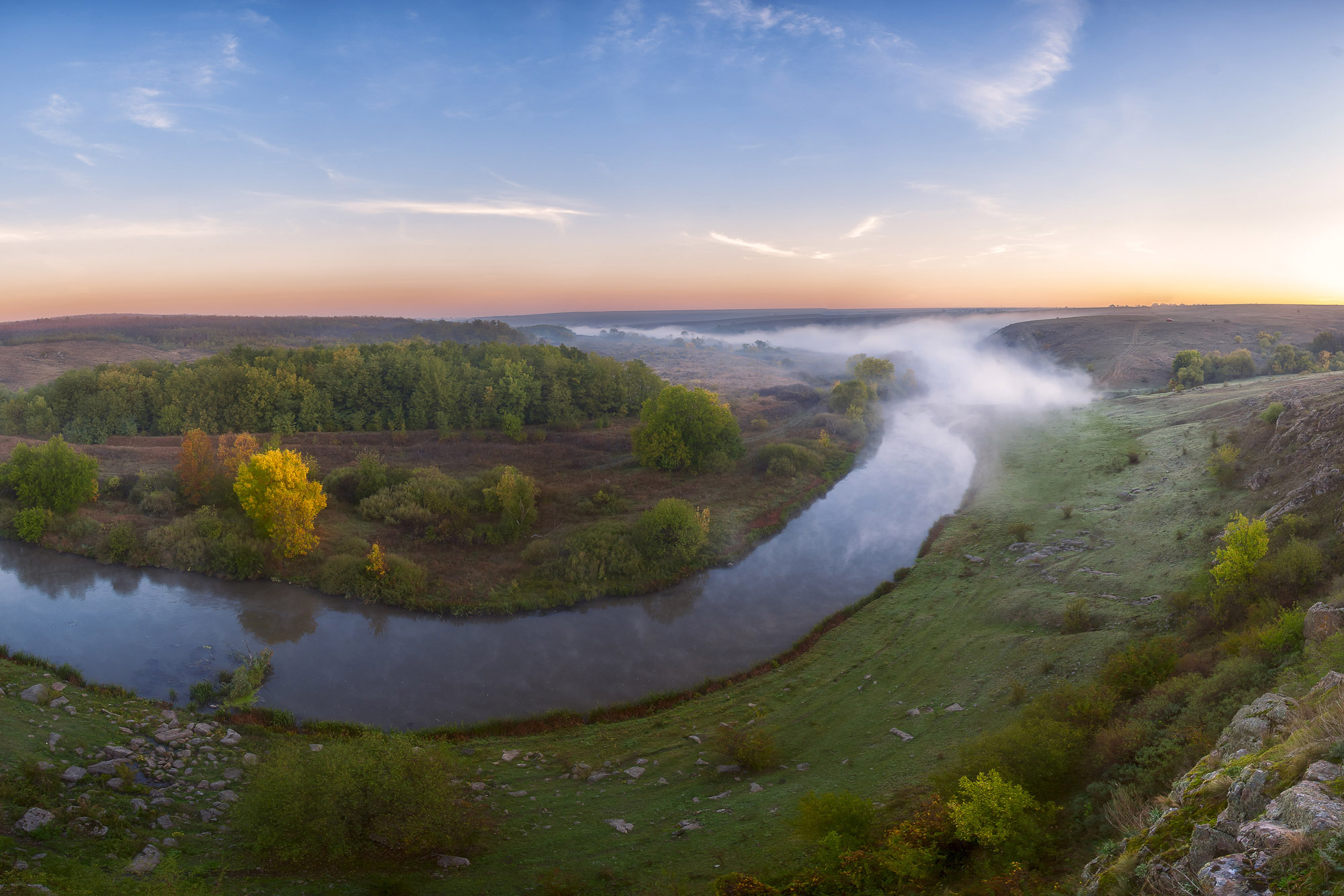
Râul Kalmius, Donețk

Teritoriul Ucrainei este mărginit de apele Mării Negre și Mării Azov. Peste 95% dintre râuri fac parte din bazinele hidrografice ale acestor două mări. Câteva râuri fac parte din bazinul Mării Baltice. Există șapte râuri majore în Ucraina: Desna, Dnipro, Nistru, Dunărea, Pripiat, Donețul Siverian și Buhul de Sud.

## Climat

Hartă climatică a Ucrainei

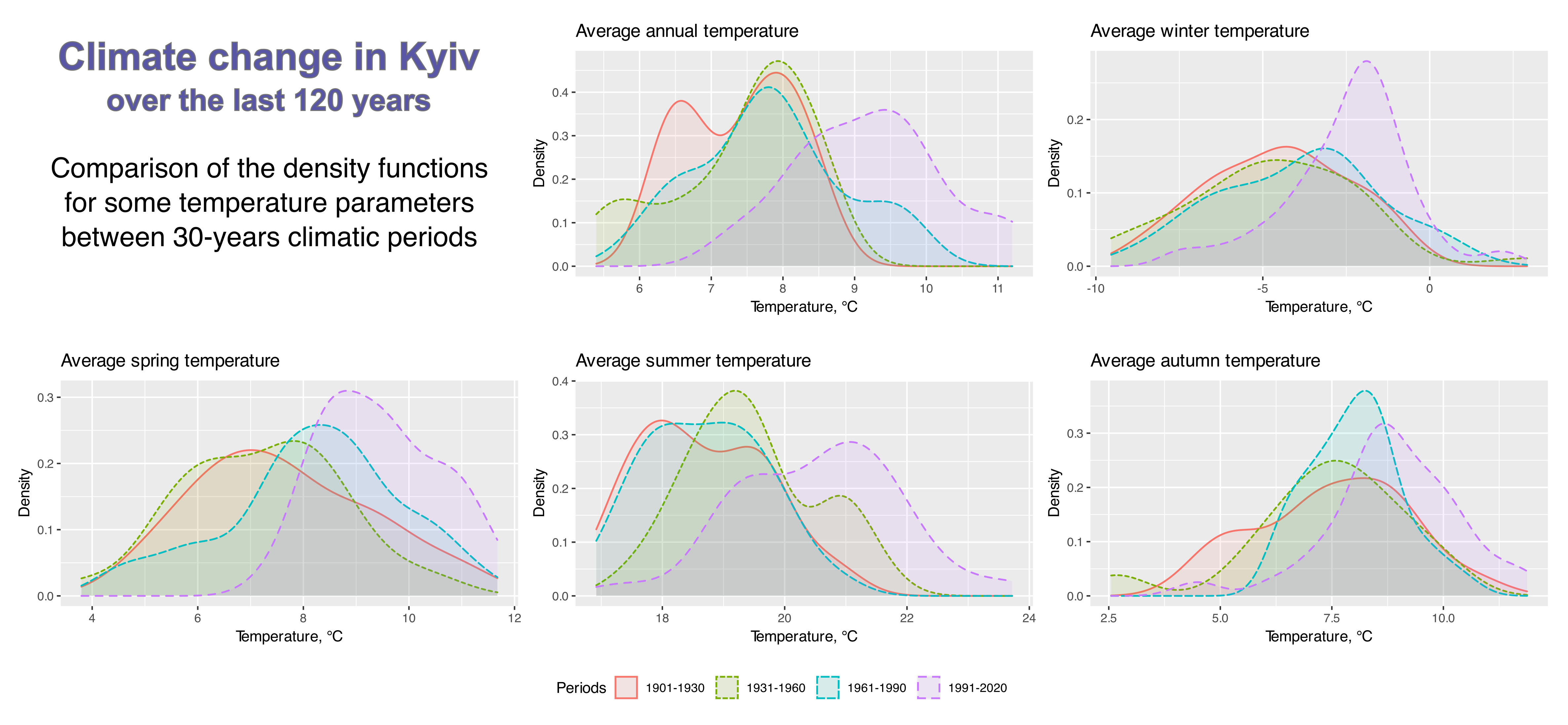
Vizualizarea a schimbărilor climatice în Kiev, arătând diferite intervale de temperatură între diferite perioade de 30 de ani.

Ucraina se află ferm la latitudinile medii și are, în general, o climă continentală, cu excepția coastelor sale sudice, care se caracterizează prin clime reci, semi-aride și subtropicale umede. Temperaturile medii anuale variază între 5,5 și 7 °C în nord, până la 11 și 13 °C în sud.  Precipitațiile sunt distribuite disproporționat; cele mai mari sunt în vest și nord și cele mai mici în est și sud-est. Ucraina de Vest, în special în Munții Carpați, primește anual în jur de 1.200 de milimetri, în timp ce Crimeea și zonele de coastă ale Mării Negre primesc în jur de 400 de milimetri.